# Акрефия
Акрефия (Акрефий, Акрефии, Акрайфий, др.-греч. Ἀκραιφίη, Акрайфний, Ακραίφνιο) — древний город на северо-востоке от озера Копаиды в Беотии, у подошвы Птоя, близ современной деревни Акрефнион.  От города сохранились руины акрополя, храма Аполлона Птойского, который согласно Павсанию находился в 15 стадиях от города и упоминается Геродотом.
Акрефия упоминается и у Страбона в его «Географии»:
Птой лежит над Тенерской равниной и Копаидским озером у Акрефия. Оракул и гора принадлежали фиванцам. И сам Акрефий лежит на возвышенности. У Гомера, как говорят, он назван Арной, тем же именем, что и фессалийский город.
Раз в 4 года в Акрефии совершалось празднество «τὰ Πτώια» при храме Аполлона Птойского. 